# Diploglottis macrantha
Diploglottis macrantha là một loài thực vật có hoa trong họ Bồ hòn. Loài này được L.S.Sm. & S.T.Reynolds mô tả khoa học đầu tiên năm 1981.